# Robert Angelici
Robert Joe Angelici (* 29. Juli 1937 in Rochester (Minnesota)) ist ein US-amerikanischer Chemiker, der sich mit Metallorganischer Chemie befasst.
Angelici studierte Chemie am St. Olaf College mit dem Bachelor-Abschluss 1959 und wurde 1962 an der Northwestern University bei Fred Basolo promoviert. Als Post-Doktorand war er Fellow der National Science Foundation und 1964 bei Ernst Otto Fischer in München. Er ist Professor an der Iowa State University, an der er seit 1963 ist (damals als Instructor), 1977 bis 1981 der Abteilung Chemie vorstand und Distinguished Professor ist.
Er befasst sich mit metallorganischer Chemie von Übergangsmetallen (Synthese, Charakterisierung, mechanistische Studien, Katalyse). In jüngster Zeit (2017) befasst er sich mit Gold als Katalysator bei Oxidationsreaktionen und elektrochemischer Reduktion von Kohlendioxid.
Er war Vorstand der Sektion Metallorganische Chemie in der Abteilung Anorganische Chemie der American Chemical Society. Zwischen 1970 und 1972 war er  Sloan Research Fellow und 1987 Royal Society Guest Research Fellow in England.

## Schriften (Auswahl)
- Kinetics and mechanisms of substitution reactions of metal carbonyl complexes, Organometallic Chemistry Reviews, Section A, Subject Reviews 3, 1968
- Carbamoyl and alkoxycarbonyl complexes of transition metals, Accounts of Chemical Research, Band 5, 1972, S. 335–341
- mit H. P. Kim: Transition metal complexes with terminal carbyne ligands, Advances in Organometallic Chemistry, Band 27, 1987, S. 51–111
- Heterogeneous catalysis of the hydrodesulfurization of thiophenes in petroleum: an organometallic perspective of the mechanism, Accounts of Chemical Research, Band 21, 1988, S. 387–394
- Structural aspects of thiophene coordination in transition metal complexes, Coordination Chemistry Reviews, Band 105, 1990, S. 61–76
- Herausgeber: Reagents for Transition Metal Complexes and Organometallic Syntheses, Inorganic Syntheses, Band 28, Wiley-Interscience 1990
- An overview of modeling studies in HDS, HDN and HDO catalysis, Polyhedron, Band 16, 1997, S. 3073–3088
- mit Gregory S Girolami, Thomas B Rauchfuss: Synthesis and Technique in Inorganic Chemistry, University Science Books 1999